# Chromatoiulus lictor
Chromatoiulus lictor är en mångfotingart som beskrevs av Carl Graf Attems 1904. Chromatoiulus lictor ingår i släktet Chromatoiulus och familjen kejsardubbelfotingar. Inga underarter finns listade i Catalogue of Life.